# Денис Мурашко
Дени́с Мура́шко (Мурашка) — білоруський (у 1656—1661 рр.) і могилівський полковник в 1662—1663 роках.

## З життєпису
У грудні 1659 року московські війська захопили місто Старий Бихів. Після того залишки військ Білоруського полку вкоренилися у Слуцьку. Іван Нечай потрапив у полон, полк очолює Денис Мурашко. Мурашко допоміг обложеним Ляховичам вистояти у боротьбі — його козаки безперервно нападали з тилу на військо Івана Хованського.
В 1662—1663 роках — полковник Могилівський.